# Cupim-do-pasto
Cornitermes cumulans (Kollar, 1832), conhecido popularmente como cupim-do-pasto, é uma espécie pertencente à ordem Isoptera e à família Termitidae, amplamente distribuída em ambientes abertos do Brasil, com ocorrência destacada no bioma Cerrado. Nessa região, seus ninhos epígeos, popularmente chamados de montículos, distribuem-se de maneira característica, muitas vezes formando padrões geométricos ao longo da paisagem, especialmente em áreas de pastagens e campos nativos. Essas estruturas não apenas se destacam pelo porte e pela densidade com que aparecem, mas também expressam a complexidade ecológica e comportamental da espécie. C. cumulans é considerado um organismo engenheiro do ecossistema, uma vez que sua atividade altera significativamente as propriedades físicas e químicas do solo, influenciando a infiltração de água, a redistribuição de nutrientes e a microtopografia da paisagem ao seu redor.
Ao contrário da concepção tradicional que o classificava como uma praga agrícola, especialmente em sistemas de pastagens intensivas, o cupim-do-pasto tem sido reinterpretado à luz de abordagens ecológicas mais recentes como um componente funcional dos ecossistemas tropicais. Sua atuação favorece a ciclagem de nutrientes, melhora a estrutura e a porosidade do solo e contribui para a criação de microhabitats utilizados por diversas outras espécies, como invertebrados, anfíbios e pequenos mamíferos. A colônia de C. cumulans apresenta uma organização social altamente especializada, com diferenciação de castas, cooperação reprodutiva, divisão de trabalho e comunicação química baseada em feromônios. Essa complexidade comportamental confere à espécie notável resiliência frente a distúrbios ambientais e à intensificação do uso da terra, permitindo sua permanência mesmo em áreas antropizadas.

### Taxonomia e evolução
Cornitermes cumulans pertence à subfamília Syntermitinae (mandibulados-nasutes), dentro da família Termitidae, reconhecida como a mais diversa entre os cupins, com cerca de 2.000 espécies descritas. Estudos filogenéticos recentes, que combinam morfologia detalhada e dados moleculares, revelaram que os membros da Syntermitinae não são proximamente aparentados com os da Nasutitermitinae, como se pensava, mas formam uma linhagem evolutiva distinta, com estruturas semelhantes desenvolvidas por convergência. Além disso, análises filogeográficas baseadas em marcadores mitocondriais sugerem que a diversificação de C. cumulans ocorreu entre o Mioceno e o Plioceno, acompanhando a expansão das gramíneas no Cerrado.

### Distribuição geográfica
Cornitermes cumulans é uma das espécies de cupins mais comuns no bioma Cerrado, onde apresenta ampla distribuição em áreas de pastagem, campo limpo e outros ambientes abertos. Essa espécie é conhecida por sua alta adaptabilidade a diferentes condições de solo, desde que haja boa drenagem e disponibilidade de material vegetal seco. Nos sistemas produtivos do Cerrado, C. cumulans pode formar grandes populações, com cupinzeiros que frequentemente servem como indicadores da fertilidade do solo e referências topográficas em áreas rurais. Sua abundância em ambientes manejados evidencia seu sucesso ecológico e a importância do manejo sustentável dessa espécie.

### Habitat natural
O habitat natural de Cornitermes cumulans é caracterizado por ambientes abertos com vegetação predominantemente herbácea, solos argilosos e profundos, e baixa interferência mecanizada. Pastagens antigas, campos sujos e cerradões raleados fornecem condições ideais para a construção dos ninhos epígeos dessa espécie, que podem atingir até 2 metros de altura. Os cupinzeiros são formados por uma carapaça externa endurecida, composta por argila e saliva dos operários, que protege uma zona interna mais úmida e frágil, conhecida como endoécio, local onde ocorrem as principais atividades da colônia.
A formação de novos ninhos depende de fatores como microclima favorável, disponibilidade de resíduos vegetais e ausência de perturbações intensas. Áreas com histórico de queimadas esporádicas ou baixa compactação do solo tendem a apresentar maior densidade de cupinzeiros, indicando que a espécie é capaz de conviver e até se beneficiar de distúrbios leves no ambiente.

### Dieta
A alimentação do Cornitermes cumulans é composta principalmente por matéria orgânica vegetal morta, como folhas secas, sementes, talos e pequenos fragmentos de madeira em decomposição. Essa dieta detritívora confere à espécie um papel central na decomposição da biomassa e na mineralização dos nutrientes em ecossistemas de campo. O comportamento alimentar dos operários sustenta a colônia e transforma os resíduos em matéria orgânica estabilizada, que é redistribuída no solo, favorecendo a fertilidade local.
No que tange a preferência por substratos, a espécie prefere alimentos com baixo teor de lignina e alta disponibilidade de celulose, facilitando a digestão pelos simbiontes intestinais presentes nos operários. Após coletar o material orgânico seco na superfície, os cupins o transportam para o interior do ninho, onde ele é processado em câmaras específicas. Esse processo é essencial para o funcionamento ecológico dos cupinzeiros, garantindo a conversão da matéria vegetal bruta em biomassa acessível para outros níveis tróficos do solo. O acúmulo constante de fezes ricas em nutrientes no interior do cupinzeiro também enriquece quimicamente o local, formando verdadeiras ilhas de fertilidade.

### Reprodução
A reprodução em Cornitermes cumulans inicia-se com o voo nupcial, geralmente no início da estação chuvosa, quando os alados reprodutores deixam suas colônias para buscar parceiros e fundar novos ninhos. A maioria das colônias é estabelecida por um único par reprodutor (monogamia), embora a poliginia primária ocorra ocasionalmente, sendo menos estável. Após a fundação, a rainha começa a postura dos primeiros ovos, e a colônia se desenvolve com castas permanentes, incluindo operários, soldados e reprodutores. Os cupinzeiros podem apresentar organização policálica, com múltiplas estruturas interligadas pertencentes à mesma colônia, o que confere maior estabilidade e capacidade de expansão territorial.

### Arquitetura dos ninhos
Os cupins-de-montículo da espécie Cornitermes cumulans constroem ninhos epígeos, também chamados de murundus, que podem alcançar até dois metros de altura. Em áreas de cerrado e pastagens, a densidade desses cupinzeiros pode chegar a 90 ninhos por hectare, evidenciando sua importância ecológica e o potencial impacto em sistemas agropecuários.
Uma característica marcante desses ninhos é a presença da paraécia, um espaço vazio entre o solo e o interior do ninho que atua como um sistema regulador térmico e de umidade, protegendo a colônia das variações ambientais. As paredes da paraécia são constituídas por partículas de solo aglutinadas com excrementos e secreções salivares, formando uma barreira física e microclimática eficaz para a colônia.
A composição dos cupinzeiros depende da presença de partículas finas de solo, principalmente argila e materiais coloidais, que conferem resistência e estabilidade à estrutura. Em solos arenosos e pobres em argila, essa consolidação é dificultada, reduzindo a ocorrência e o desenvolvimento dos ninhos.
Cornitermes cumulans é especialmente favorecido em ambientes antropizados, como pastagens cultivadas e áreas abandonadas, onde a disponibilidade abundante de matéria orgânica e gramíneas, aliada à diminuição de predadores naturais e distúrbios ambientais como queimadas e pastoreio intenso, favorece sua proliferação. Dessa forma, a densidade e distribuição dos cupinzeiros são fortemente influenciadas pelo histórico do uso da terra, tipo de vegetação, clima e composição do solo, criando condições ideais para o sucesso dessa espécie em ecossistemas alterados.

### Comportamento
As colônias de Cornitermes cumulans apresentam uma organização social complexa e altamente cooperativa, com estratégias eficazes voltadas para defesa, forrageio e comunicação entre os indivíduos. Um dos principais mecanismos de proteção da colônia é a capacidade dos operários reconhecerem membros da própria colônia, mantendo a agressividade direcionada apenas a intrusos provenientes de outras colônias. Contudo, quando submetidos a condições de estresse, como longos períodos afastados do ninho, essa coesão social pode ser comprometida, resultando em aumento da agressividade até mesmo entre indivíduos pertencentes à mesma colônia.
Essa quebra na coesão facilita a invasão de espécies inquilinas, que exploram a desorganização para estabelecer-se dentro do ninho. Observações indicam que ninhos maiores ou sem a presença de alados tendem a abrigar maior número dessas espécies invasoras, sugerindo que a saúde e a estabilidade da colônia são cruciais para a manutenção da defesa eficiente. A organização das castas é igualmente essencial, com os operários desempenhando múltiplas funções, como defesa, busca de alimento e construção de túneis. Essa coordenação é mediada por sinais químicos, principalmente hidrocarbonetos cuticulares, que funcionam como uma “identidade química” garantindo a comunicação e o reconhecimento dentro da colônia.

### Distribuição temporal (atividade sazonal)
A atividade biológica de Cornitermes cumulans está diretamente associada ao regime sazonal típico do Cerrado brasileiro, com flutuações entre os períodos chuvoso e seco. Durante a estação das chuvas, observa-se um aumento significativo na atividade da colônia, com maior forrageamento, expansão dos ninhos e ocorrência de voos reprodutivos. Nessa época, a disponibilidade de alimento, especialmente gramíneas secas, é maior, o que favorece a coleta e o armazenamento de matéria vegetal pelos operários.
No período seco, por outro lado, a atividade externa é reduzida, e a colônia tende a adotar estratégias de conservação energética, utilizando os nódulos de material armazenado como fonte de alimento. Essa variação na atividade comportamental está relacionada à regulação da temperatura e umidade interna dos ninhos, favorecendo a sobrevivência da colônia mesmo sob condições adversas. A distribuição temporal da atividade de C. cumulans reflete sua alta capacidade de adaptação ao ambiente sazonal do Cerrado, sendo um dos fatores que contribuem para seu sucesso ecológico.

### Papel ecológico na comunidade
O Cornitermes cumulans é amplamente reconhecido como um engenheiro do ecossistema, por seu papel ativo na modelagem do ambiente físico e biológico ao seu redor. Os montículos que constrói, além de servirem como abrigo da colônia, modificam a topografia local, alteram a infiltração de água e influenciam a distribuição de nutrientes. Esses cupinzeiros apresentam concentrações elevadas de elementos como cálcio, magnésio, fósforo e matéria orgânica, criando microambientes com fertilidade superior à do solo adjacente.
Outro aspecto fundamental está na intensa ciclagem interna de nutrientes promovida pela espécie. Os resíduos orgânicos transportados ao ninho são degradados, misturados à saliva e às fezes dos operários, e posteriormente reincorporados ao solo em forma de húmus rico e estável. Esse processo é altamente benéfico para os ecossistemas onde o cupim-do-pasto se estabelece, pois enriquece o solo, melhora sua estrutura física e química, favorece o crescimento vegetal e sustenta cadeias tróficas subterrâneas. Essas funções demonstram que a espécie vai muito além do estigma de “praga” e assume uma posição central na dinâmica ecológica das paisagens tropicais abertas.

### Relações ecológicas
Os cupinzeiros de Cornitermes cumulans são habitats complexos que oferecem refúgio, alimento e nichos para uma vasta gama de organismos. Durante sua fase ativa ou mesmo após o abandono da colônia, os ninhos servem de abrigo para formigas, abelhas solitárias, escorpiões, aranhas, lagartos, roedores e até aves. Essa capacidade de sustentar comunidades múltiplas qualifica os cupinzeiros como estruturas ecológicas secundárias, com papel vital na manutenção da biodiversidade local. Além disso, há registros da germinação de sementes dentro e ao redor dos cupinzeiros, favorecendo a regeneração vegetal em áreas degradadas.
Entre as interações mais fascinantes está o fenômeno de bioluminescência observado no Parque Nacional das Emas. Durante as primeiras chuvas do Cerrado, larvas de vagalume se instalam nos montículos e emitem luz para atrair e capturar cupins operários, criando um espetáculo natural que chama a atenção de turistas e cientistas. Essa interação entre cupins e predadores luminosos demonstra o nível de complexidade ecológica gerado por uma única estrutura bioconstruída, e reforça o valor simbólico e funcional dos cupinzeiros nos ecossistemas tropicais.

### Impactos agronômicos e socioeconômicos
Embora o Cornitermes cumulans seja tradicionalmente considerado uma praga em áreas de pastagem, diversos estudos indicam que sua presença, na maioria dos casos, não provoca impactos diretos significativos na produção pecuária. Pesquisas realizadas em pastagens de Brachiaria mostram que a densidade de cupinzeiros não interfere substancialmente na disponibilidade de biomassa forrageira para o gado. Além disso, os cupinzeiros geralmente ocupam menos de 1% da área total e, em alguns contextos, até contribuem para a melhoria da qualidade do solo nas regiões adjacentes.
Os impactos negativos mais frequentes estão relacionados à mecanização agrícola, pois os montículos podem dificultar o uso de máquinas, danificar equipamentos e comprometer a uniformidade do plantio. Produtores também relatam preocupações estéticas e riscos secundários, como o aparecimento de serpentes ou escorpiões em ninhos abandonados. No entanto, os benefícios ecológicos proporcionados pela espécie, como a fertilização natural, a aeração do solo e o suporte à biodiversidade, tendem a superar esses inconvenientes, especialmente quando se adota um manejo sustentável e integrado.

### Manejo e controle populacional
Apesar dos impactos geralmente baixos em ambientes equilibrados, o Cornitermes cumulans pode se tornar problemático em determinadas situações, especialmente quando atinge altas densidades populacionais em pastagens degradadas ou em áreas agrícolas com baixa diversidade vegetal. Nesses casos, a espécie pode causar danos significativos à vegetação, exigindo a adoção de estratégias eficazes de controle, que respeitem o equilíbrio ecológico.
Entre as abordagens mais promissoras, destaca-se o controle biológico com o fungo entomopatogênico Beauveria bassiana, que infecta os cupins de forma silenciosa, aproveitando comportamentos sociais como a troca de alimento e a limpeza mútua para se espalhar pela colônia. Aplicado em iscas atrativas, o fungo pode reduzir gradualmente a população sem provocar desequilíbrios ambientais. Outra alternativa eficiente é o uso de bioinseticidas à base de Fipronil em baixas concentrações, que, por não repelirem os cupins, permitem sua ingestão e posterior disseminação entre os indivíduos.

### Estado de conservação
Apesar de ser uma das espécies de cupins epígeos mais comuns e amplamente distribuídas no Brasil, Cornitermes cumulans não está listada como ameaçada pela União Internacional para a Conservação da Natureza (IUCN) nem pelo Instituto Chico Mendes de Conservação da Biodiversidade (ICMBio). Essa ausência deve-se à sua alta capacidade de adaptação, que permite colonizar áreas abertas, perturbadas e degradadas com facilidade, mantendo populações estáveis mesmo em ambientes impactados.
Além disso, C. cumulans desempenha papel fundamental na fertilidade do solo, nas interações tróficas e na manutenção da biodiversidade do subsolo. Contudo, alterações intensas no uso do solo, aplicação indiscriminada de pesticidas, queimadas frequentes e degradação contínua podem desequilibrar suas populações e comprometer os ecossistemas associados aos seus cupinzeiros. Portanto, o monitoramento constante da espécie é importante para avaliar as condições ambientais em áreas abertas e rurais.

### Relevância científica
Os cupins Cornitermes cumulans são de grande relevância científica, oferecendo um campo vasto para estudos em diversas áreas, desde sua intrincada organização social e a notável arquitetura de seus ninhos, até as cruciais relações simbióticas com microrganismos.
No que tange ao comportamento social, as colônias de C. cumulans demonstram uma divisão de trabalho bem definida entre suas castas, que incluem o casal real, soldados e operários. A pesquisa se debruça sobre como essa hierarquia e as proporções de cada casta contribuem para a otimização da sobrevivência e reprodução da colônia, bem como sua capacidade de adaptação a desafios como a disponibilidade de recursos e as exigências de defesa.
A arquitetura dos ninhos é outro ponto de destaque. Os montículos de argila construídos por C. cumulans, que podem atingir vários metros de altura, são exemplos notáveis de engenharia biológica. Internamente, esses ninhos são complexos, contendo galerias e câmaras dedicadas ao armazenamento de alimento. Essa estrutura engenhosa não apenas protege a colônia das variações ambientais externas, mas também cria um microclima específico, servindo como um laboratório natural para investigações sobre adaptações ambientais e bioengenharia.
A simbiose com microrganismos é fundamental para a biologia de C. cumulans. A capacidade desses cupins de digerir celulose, um processo essencial para seu papel como detritívoros e na ciclagem de nutrientes em seus ecossistemas, é possibilitada por bactérias simbiontes que habitam sua pança, parte do intestino. A pesquisa explora em profundidade essa relação simbiótica, assim como as adaptações morfológicas que permitem a ingestão e o processamento de uma dieta vegetal diversificada.

### Curiosidades
A espécie Cornitermes cumulans apresenta elevada suscetibilidade ao controle biológico por meio de fungos entomopatogênicos, como Beauveria bassiana e Metarhizium anisopliae. De acordo com estudos, esses organismos são capazes de penetrar no tegumento dos indivíduos entre 6 e 24 horas após o contato, ocasionando a morte de 80% a 100% da população em até 72 horas. Diante dessa alta taxa de mortalidade e da eficiência no processo de infecção, C. cumulans tem se destacado como um modelo promissor para pesquisas voltadas ao controle biológico de cupins, sobretudo em estratégias de manejo sustentável de pragas em ecossistemas tropicais.
Além de sua estrutura social complexa, Cornitermes cumulans apresenta um comportamento alimentar notável: a coleta e o armazenamento de material vegetal seco, sobretudo gramíneas. Esse material é transformado em nódulos aglutinados por fezes e saliva, que são armazenados no interior do ninho e funcionam como uma espécie de despensa durante os períodos de escassez alimentar. Essa estratégia adaptativa está diretamente relacionada à melhoria da digestibilidade de compostos vegetais, como a hemicelulose, favorecendo a manutenção da colônia em ambientes com recursos limitados.
De modo geral, pode-se afirmar que os ninhos de Cornitermes cumulans são estruturas ecológicas essenciais, cuja importância ultrapassa a função de abrigo para os próprios cupins, desempenhando um papel fundamental na promoção da biodiversidade e na dinâmica dos ecossistemas savânicos. Além de abrigarem a colônia, essas construções servem como refúgio e local de nidificação para diversas espécies de formigas. Pesquisas realizadas no Cerrado do Planalto Central indicam que dezenas de espécies formicidas utilizam essas estruturas, beneficiando-se do abrigo físico, da estabilidade microclimática e, possivelmente, dos recursos alimentares oriundos dos resíduos acumulados no interior dos ninhos. Dessa forma, ao favorecer variadas interações ecológicas, os cupinzeiros de C. cumulans consolidam-se como verdadeiros engenheiros do ecossistema, sendo fundamentais para a manutenção da diversidade biológica em paisagens abertas.

### Comparações com outras espécies de cupins
A espécie Cornitermes cumulans apresenta características morfológicas e ecológicas bem distintas quando comparada a outros gêneros de cupins amplamente distribuídos no Brasil, como Nasutitermes e Syntermes. Uma das principais diferenças morfológicas está na forma de defesa adotada pelas castas de soldados. Enquanto soldados de Nasutitermes possuem uma glândula frontal proeminente, conhecida como nasuto, que expele substâncias químicas como mecanismo de proteção, os soldados de C. cumulans utilizam mandíbulas grandes e robustas para defesa mecânica, sem o uso de compostos químicos. Já em relação a Syntermes, as diferenças estão não apenas na morfologia dos soldados, mas também na arquitetura dos ninhos, que tendem a ser mais profundos e complexos.
Do ponto de vista ecológico, C. cumulans é mais frequente em áreas abertas de Cerrado e pastagens, construindo ninhos epígeos com arquitetura simples e eficiente, com estruturas aeradas que mantêm a temperatura interna estável. Em contraste, Nasutitermes e Syntermes ocupam, em geral, ambientes mais florestais ou úmidos, com preferências alimentares voltadas para madeira morta e material lenhoso em decomposição. Cornitermes, por sua vez, alimenta-se preferencialmente de gramíneas secas e material vegetal pouco lignificado. Essas comparações indicam que C. cumulans está mais adaptado ao consumo de resíduos vegetais de rápido processamento, tendo papel ecológico relevante na ciclagem de nutrientes em paisagens savânicas, enquanto os outros gêneros ocupam nichos ecológicos complementares.

### Métodos de estudo
O estudo científico de Cornitermes cumulans exige uma combinação de metodologias de campo e laboratório que permitem compreender seu comportamento, sua biologia social e sua função ecológica. Em campo, é comum o uso de armadilhas luminosas e armadilhas do tipo pitfall para capturar indivíduos durante os voos nupciais, enquanto a observação direta dos ninhos e das trilhas de forrageamento fornece informações sobre o comportamento das castas. A coleta e dissecação dos ninhos são utilizadas para estudar a estrutura interna, as castas, o número de inquilinos e a presença de estruturas como nódulos de armazenamento alimentar.
Além das metodologias convencionais, técnicas moleculares vêm sendo empregadas em estudos mais recentes para identificar a microbiota presente nos ninhos e nos intestinos dos operários, revelando comunidades bacterianas responsáveis pela digestão de celulose e fixação de nitrogênio. Esses métodos têm permitido compreender melhor o papel da espécie na decomposição da matéria orgânica e na ciclagem de nutrientes em ambientes tropicais. O uso integrado dessas abordagens oferece uma visão abrangente do funcionamento ecológico da espécie e subsidia estratégias de controle e conservação.